# Geaune
Geaune je francouzská obec v departementu Landes v regionu Nová Akvitánie. V roce 2013 zde žilo 712 obyvatel.

## Poloha obce
Sousední obce jsou: Castelnau-Tursan, Clèdes, Payros-Cazautets, Pécorade, Mauries a Sorbets.

## Vývoj počtu obyvatel
Počet obyvatel